# Miroslav Šubrt
Miroslav Šubrt (16. července 1926 Vlčí u Loun, Československo – 6. dubna 2012) byl český hokejista a funkcionář.
Hokej hrál aktivně jen v nižších soutěžích. Od roku 1953 člen mezinárodní komise hokejové sekce, o tři roky později se stal členem předsednictva a delegátem na kongres IIHF. V mezinárodní komisi hokejového svazu působil až do roku 1990. V letech 1990 až 1991 byl předsedou Československého svazu ledního hokeje.
V roce 1958 se stal členem direktoriátu IIHF, o dva roky později člen předsednictva a v roce 1969 místopředseda. Podílel se na vzniku mistrovství Evropy juniorů do 19 let, později do 18 let a mistrovství světa juniorů do 20 let. V radě IIHF byl do roku 2003. Tehdy byl zvolen čestným prezidentem Mezinárodní hokejové federace a zůstal jím až do své smrti.

## Ocenění
- Olympijský řád (2002)[3]
- člen Síně slávy IIHF (2004)
- člen Síně slávy českého hokeje (2008)